# Kasteel Munnikenland
Het Kasteel (in het) Munnikenland was een kasteel ten westen van Brakel.
Hoewel niet bekend is wanneer het gebouwd is, werd het in 1616 voor het eerst vermeld. Toen was er echter sprake van een verbouwing, dus het kasteel moet ouder zijn dan genoemd jaar. Vroeger was er een aanlegplaats voor schepen bij het kasteel, maar deze verzandde en kon na verloop van tijd niet meer worden gebruikt. Een militaire functie had het kasteel toen niet meer, daar het niet meer bevoorraad kon worden.
In 1642 werd het goed Munnikenland gekocht door Constantijn Huygens. Ook Maurits Huygens en George Gleeser namen deel aan de koop. In 1667 werd het goed weer verdeeld. Melding werd gemaakt van een adellijk huis met schuren, stallen, singels, boomgaarden, grachten en pleinen, alsmede een achterhuis met schuren en hooibergen, dat uiteraard een landbouwbedrijf was. In 1786 erfde Jacobus Verzijl het kasteel van zijn vader, Christiaan Verzijl. In 1823 werd het gekocht door Wilhelmus van Dam. Deze verhuurde een groot deel van de woning. Twee kamers waren echter bestemd voor de landbouwers die het boerenbedrijf in gang hielden.
In 1876 bestond het kasteel nog, maar in 1901 vond een publieke verkoop plaats van het kasteel en de omliggende landerijen waaronder de benedenwaarden te Brakel. Hoewel niet precies bekend is hoe en wanneer het kasteel verdween, was er in 1919 slechts de kasteelheuvel van over. Deze werd afgegraven en het terrein werd geëgaliseerd. De grachten werden gedempt met de grond die bij het afgraven van de heuvel vrijkwam.
In het kader van de werken in Munnikenland tussen 2010 en 2015 is de locatie van het kasteel weer zichtbaar gemaakt door een lichte verhoging in het landschap, met een verlaging op de locatie van de oude gracht.

## Externe bronnen
- Kasteel Munnikenland
- Inrichtingsplan Munnikenland, 5 november 2009